# Paul Dottin
Paul Dottin, né le 20 décembre 1895 à Rennes dans une famille d'origine irlandaise et mort le 22 mai 1965 à Toulouse, est un linguiste et professeur d'université français.

## Biographie
Fils de Georges Dottin, il est agrégé d'anglais et il soutient une thèse de doctorat ès lettres. Professeur au lycée de Belfort en octobre 1920, il est détaché par l'Office national des universités comme lecteur-junior à l'université de Liverpool en 1920-21, puis détaché comme pensionnaire de la fondation Adolphe Thiers de 1921 à 1924. Professeur au lycée de Reims[Lequel ?] en octobre 1924, puis maître de conférences à l'université de Toulouse de 1924 à 1931, il devient professeur en 1930, puis doyen de l'université en 1934. Il le reste jusqu'en août 1944, où il devient recteur d'Académie à partir de la Libération de la France.
En Haute-Garonne, il a fait de la faculté de lettres un des principaux centres de la résistance universitaire, transformant l'université en officine de fausses cartes, faux cachets et faux papiers. Elle est devenue un asile nocturne pour les maquisards en difficulté. Les étudiants ont été exhortés à résister au STO et toutes les indications leur étaient données pour rejoindre l'Espagne. Dottin est le conseiller de Raymond Naves, d'Auguste Dide, et de Pierre Bertaux, tous professeurs à la faculté. Il échappa plusieurs fois à des arrestations.
Spécialiste de la philologie anglaise et de la littérature anglaise, il publie un certain nombre d'ouvrages en line avec ce sujet, et collabore à des revues et journaux littéraires. Il a assuré la direction de la Revue de l'enseignement des langues à partir de 1926, et tient la chronique des « Lettres anglo-saxonnes » à la Revue de France depuis 1925.
En juillet 1945, il reçoit la médaille de la Résistance. En 1947, il est nommé de la chevalier de la Légion d'honneur ; il est promu officier en 1957.
Une rue et une école du quartier Bellefontaine portent son nom à Toulouse.

## Publications
- Daniel de Foë et ses romans, Paris, les Presses universitaires de France, 1924. Prix Marcelin Guérin de l’Académie française en 1925.
- Vie et aventures de Daniel Defoe, Perrin, 1925.
- John Bull à la découverte de son île, Perrin, 1925.
- Somersat Maugham et ses romans, Perrin, 1928.
- Petit manuel de philologie anglaise, Didier, 3 volumes, 1926-1929.
- Samuel Richardson, 1689-1761, imprimeur de Londres, auteur de Pamela, Clarisse et Grandison, Paris, Perrin et cie, 1931.
- [préface] Claude Houghton, Christina, roman, trad. en français par Louis Postif, Paris, Éditions de France, 1936.